# Première Nation de Na-Cho Nyäk Dun
La Première Nation de Na-Cho Nyäk Dun (en anglais : Na-Cho Nyak Dun First Nation) est une Première Nation du Yukon, au Canada, précisément située à Mayo. Les membres de la Première Nation sont Tutchonis du Nord. La population totale de la Première Nation est de 549 habitants, dont la majorité vit hors du village ou des terres traditionnelles, soit ailleurs au Canada ou aux États-Unis.

## Culture
La langue parlée à l'origine par le peuple de cette Première nation est le tutchone du Nord.
Plusieurs membres de cette Première Nation maintiennent leurs pratiques culturelles, continuent de vivre de la terre et poursuivent leur mode de vie traditionnel.

## Administration
La Première Nation bénéficie d'un conseil de bande formé d'un chef, d'un vice-chef, de quatre conseillers, d'un conseiller issu de la jeunesse et d'un conseiller aîné. Ces deux derniers siègent à temps partiel.
Le chef actuel (2019-2023) est Simon Mervyn.

## Territoire
Le territoire de la Première Nation de Na-Cho Nyäk Dun est le plus septentrional de toutes les Premières Nations nord-tutchones. Circonscrit aujourd'hui autour de la ville de Mayo, son étendue traditionnelle est de 162 456 km2, allant même jusqu'aux Territoires du Nord-Ouest.
La Première Nation a été l'une des quatre Premières Nations à signer en 1995 un accord sur les revendications territoriales au Yukon. En vertu de cet accord, elle peut affirmer posséder un total de 4 739 km2 de ses terres ancestrales.